# Lucía Palermo
Lucía Fernanda Palermo, född 30 september 1985, är en argentinsk roddare.
Palermo tävlade för Argentina vid olympiska sommarspelen 2004 i Aten, där hon slutade på 17:e plats i lättvikts-dubbelsculler. Vid olympiska sommarspelen 2012 i London slutade Palermo på 21:a plats i singelsculler.
Vid olympiska sommarspelen 2016 i Rio de Janeiro slutade Palermo på 17:e plats i singelsculler.